# Calvin Bassey
Calvin Bassey Ughelumba (* 31. Dezember 1999 in Aosta, Italien) ist ein nigerianischer Fußballspieler, der beim FC Fulham unter Vertrag steht.

## Karriere

### Verein
Calvin Bassey wurde 1999 in Italien als Sohn von nigerianischen Eltern geboren. Zwischen 2014 und 2015 spielte er in der CrownPro Elite Football Academy. Nach einem erfolgreichen Probetraining wechselte er im Alter von 15 Jahren in die Jugendakademie von Leicester City. Für den Verein spielte er bis zum Jahr 2020 in den verschiedenen Jugendteams des Vereins zuletzt in der U23. Im Juli 2020 wechselte er zu den Glasgow Rangers nach Schottland. Einen Monat später gab er sein Debüt als Profi für die Rangers nachdem er im Ligaspiel der Scottish Premiership gegen den FC St. Mirren für Borna Barišić eingewechselt wurde.
Im Juli 2022 wechselte er für eine Ablösesumme zu Ajax Amsterdam.
Nach einem Jahr in Amsterdam wechselte er im Sommer 2023 zum FC Fulham in die Premier League.

### Nationalmannschaft
Im März 2022 debütierte Bassey in der nigerianischen Nationalmannschaft im WM-Qualifikationsspiel gegen Ghana. Anfang 2024 nahm er mit der Mannschaft am Afrika-Cup teil und zog mit ihr dort bis ins Finale ein, unterlag dort jedoch der gastgebenden Elfenbeinküste.

## Erfolge
Glasgow Rangers
- Schottischer Meister: 2021
- Schottischer Pokalsieger: 2022
- UEFA-Europa-League-Finalist: 2022